# 가타오모이
짝사랑(일본어: かたおもい)은 이이즈카 마유미의 첫 앨범이자, 그 타이틀곡이다. 1997년 8월 27일에 파이오니아LDC에서 발매되었다.

## 개요
- 이이즈카 마유미의 첫 싱글보다 먼저 발매된 앨범으로, 가수로서의 원점이라 할 수 있다.
- 초회한정판은 박스패키지 사양으로, 통상판에는 사용되지 않은 사진이 패키지 뒷면과 동봉된 엽서에 사용되었다.
- 수록곡 중 SALAD DAYS와 푸른 노을은 이이즈카 마유미 본인이 작사하였다.
- 수록곡 중 아픈건 멀리가라는 당시 라디오 프로그램「이이즈카 마유미의 아직 일요일이야!」의 엔딩곡으로서도 사용되고 있었다.

## 수록곡
（　）안은 차례대로 작사, 작곡, 편곡
1. 완벽한 스마일/完ペキなスマイル（하세가와 토모키, 하세가와 토모키, 하세가와 토모키）
2. SALAD DAYS（이이즈카 마유미, 코니시 마리, 하세가와 토모키）
3. 천사의 파라다이스/天使のパラダイス（나카지마 에리나, 무라야마 미츠쿠니, 무라야마 미츠쿠니）
4. 짝사랑/かたおもい（오츠 미키, 오츠 미키, 하세가와 토모키）
5. 로맨틱해요/ロマンチックだね（무로우 아유미, 하세가와 토모키, 하세가와 토모키）
6. 초가을/初秋（오카자키 리츠코, 오카자키 리츠코, 하세가와 토모키）
7. 아픈건 멀리가라/いたいのとんでけ（빈즈 마메다, 오츠 미키, 하세가와 토모키）
8. 휘파람으로 룰랄라/口笛でル・ラ・ラ（오카자키 리츠코, 오카자키 리츠코, 하세가와 토모키）
9. 푸른 노을/青い夕暮れ（이이즈카 마유미, 케라 야스야, 하세가와 토모키）
10. 푸른 이야기/ブルーのストーリー（오츠 미키, 하세가와 토모키, 하세가와 토모키）